# Bacurituba
Bacurituba is een gemeente in de Braziliaanse deelstaat Maranhão. De gemeente telt 5.687 inwoners (schatting 2009).